# Gregers Lassen
Anton Gregers Lassen (24. august 1832 på Hørbylund i Hjørring Amt – 8. juni 1911) var en dansk  proprietær, bankdirektør og politiker.
Han var søn af krigsråd og proprietær Niels Riis Lassen og hustru f. Bruun, lærte landbrug og overtog som forpagter fødegården 1859. Lassen arvede herregården Hørbylund 1869, hvor han lod alle bygningerne forny, var medlem af direktionen for Sæby Bank fra 1880, kreditforeningsrepræsentant fra 1879, landvæsenskommissær fra 1871, tilsynsmand ved Landbohøjskolen fra 1894. Gregers Lassen var også medlem af Hjørring Amtsråd fra 1877 til 1910, medlem af Hjørring Skoledirektion og af direktionen for Fjerritslev-Nørre-Sundby-Frederikshavn Jernbaneselskab. 
I 1881 og 1887 stillede han forgæves op til Folketinget i Sæbykredsen og i 1890 og 1892 i Frederikshavnkredsen, men 6. december 1892 blev han valgt til medlem af Landstinget for 7. Landstingskreds ved et suppleringsvalg efter gårdejer C.J. Hauerslevs død. Han sad valgperioden ud indtil 21. december 1898. Han tilhørte Højre.
Han blev Ridder af Dannebrog 1890 og Dannebrogsmand 1899.